# アッタチ・ムパカチ
アッタチ・ムパカチ（Attati Mpakati、生年不詳 - 1983年3月24日）は、ヘイスティングズ・カムズ・バンダ大統領の独裁時代におけるマラウイの反体制主義者であり、1975年から1983年に暗殺されるまでマラウイ社会主義者同盟（Socialist League of Malawi：LESOMA）の指導者であった人物である。1983年3月24日、ムパカチは亡命先であるジンバブエの都市、ハラレにおいて、手紙爆弾によって爆殺された。
なお、ムパカチは1979年にもモザンビークのマプトで同様の爆発物による攻撃を受け、指八本を失ったが辛くも生き延びている。1979年の事件後にバンダ大統領は、ムパカチの暗殺命令を下したことを公式に明言していることから、1983年の郵便爆弾もバンダ大統領の放ったエージェントによって行われた可能性が高いとされている。